# Stadtpolizei Zürich

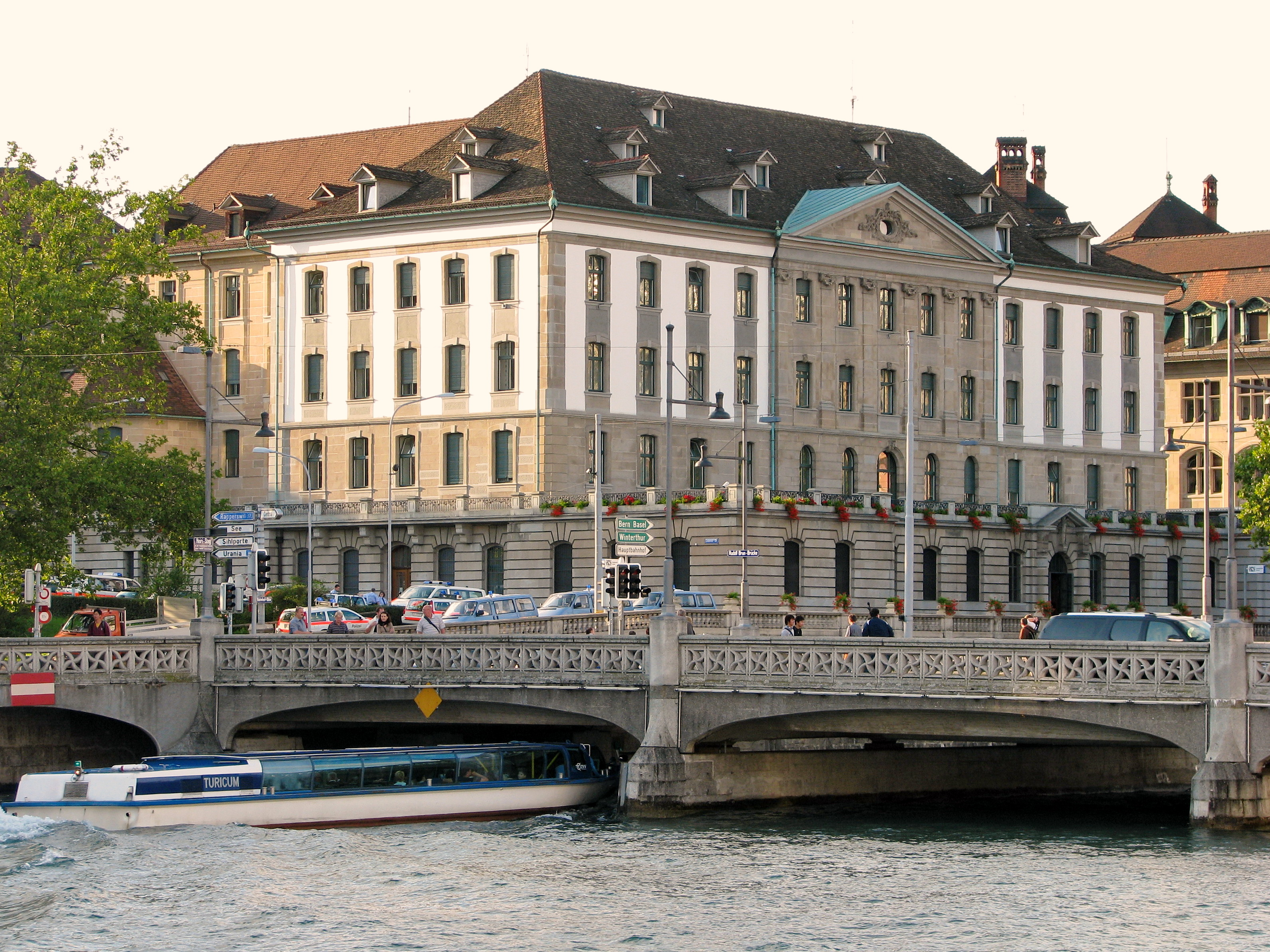
Regionalwache City (vormalige Hauptwache) der Stadtpolizei Zürich, bis 1901 das Waisenhaus auf dem Areal des ehemaligen Klosters Oetenbach

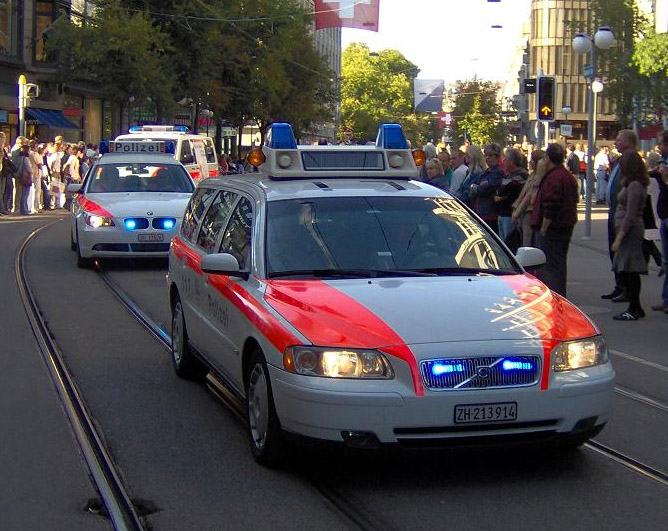
Standardstreifenwagen bei einem Umzug in der Bahnhofstrasse

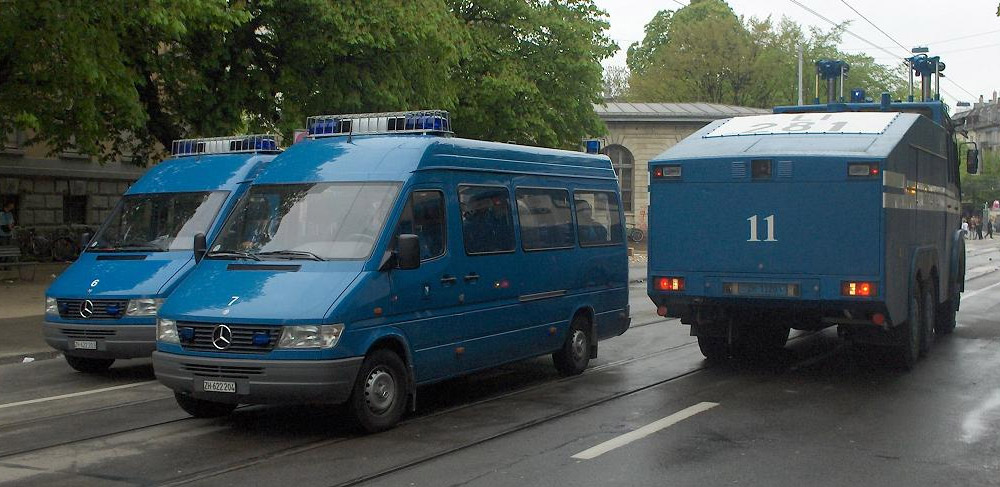
Ordnungsdienstfahrzeuge im Einsatz am Ersten Mai

Die Stadtpolizei Zürich (kurz: Stapo Zürich) ist mit rund 2100 Mitarbeitern nach der Kantonspolizei Zürich und der Kantonspolizei Bern das drittgrösste Polizeikorps der Schweiz. Als kommunales Polizeikorps ist sie gemäss Polizeiorganisationsgesetz (POG) vom 29. November 2004 zuständig für das Gemeindegebiet der Stadt Zürich und stellt die polizeiliche Grundversorgung sicher. Zusätzlich verfügt sie über verschiedene uniform- und kriminalpolizeiliche Spezialdienste. Ihre kriminalpolizeilichen Kompetenzen werden durch das POG und die Verordnung über die kriminalpolizeiliche Aufgabenteilung vom 6. Juli 2005 geregelt. Die Stadtpolizei ist dem Sicherheitsdepartement der Stadt Zürich (Vorsteherin: Stadträtin Karin Rykart) unterstellt und wird durch Kommandant Oberst Beat Oppliger operativ geführt.

## Organisation

### Überblick
Die Stadtpolizei Zürich wird vom Polizeikommandanten geleitet. Dem Kommandanten sind die unten genannten Abteilungen unterstellt. Der Kommandant bildet mit den Abteilungsleitern die Geschäftsleitung der Stadtpolizei Zürich. Die Stadtpolizei Zürich umfasst seit der Reorganisation im Jahr 2015 (Projekt MOVE) acht unterschiedlich grosse Hauptabteilungen, die in Unterabteilungen (sog. Kommissariate, entsprechen etwa deutschen Inspektionen) gegliedert sind:
- Sicherheitsabteilung (SIA)
- Kriminalabteilung (KA)
- Spezialabteilung (SPA)
- Einsatzabteilung (EA)
- Verkehrskontrollabteilung (VKA)
- Stabsabteilung (STA)
- Human Resources (HR)
- Logistik und Informatik (LI).

Die Hauptabteilungen und Kommissariate werden von Polizeioffizieren geführt. Die Sicherheitsabteilung, die Spezialabteilung und die Kriminalabteilung sind die grössten Abteilungen und schwergewichtig für die umfassende uniform- und kriminalpolizeiliche Grundversorgung in ihren Gebieten verantwortlich.

### Sicherheitsabteilung
Die Sicherheitsabteilung (SIA) stellt die sicherheits- und Teile der kriminalpolizeilichen Grundversorgung sicher und gewährleistet in diesem Rahmen rund um die Uhr die öffentliche Sicherheit und Ordnung in der Stadt Zürich. Die SIA ist verantwortlich für eine problem- und ursachenorientierte sowie bürgernahe Polizeiarbeit wie
- präventiver und repressiver Patrouillendienst (Streifendienst, Fusspatrouille etc.),
- Anzeige- und Ausrückdienst,
- Bekämpfung und Bewirtschaftung von Szenen und Hotspots,
- Durchführung von Kontrollen und Polizeiaktionen.

Die Angehörigen der Sicherheitsabteilung versehen ihren Dienst auf einer der fünf Regionalwachen, der Ausbildungswache Seilergraben im Kreis 1 oder einer der acht Quartierwachen. Alle Polizeiwachen sind einem der vier Kommissariate der Sicherheitsabteilung unterstellt.

#### Kommissariat City
Das Kommissariat City ist für die Innenstadt sowie die östlichsten und südlichsten Stadtteile verantwortlich. Ihm unterstellt sind die Quartierwachen Enge, Wollishofen, Hottingen, Riesbach, Leimbach, Seilergraben sowie die Regionalwache City und der Detektivposten City, wobei die Regionalwache City einen 24-Stundenbetrieb hat. Die Quartierwache Witikon wurde 2009 geschlossen. Seither wird das Quartier Witikon von Quartierpolizisten bedient, die auf der Quartierwache Hottingen stationiert sind.

#### Kommissariat Oerlikon
Dem Kommissariat Oerlikon sind alle Wachen in Zürich-Nord unterstellt. Dazu gehören die Quartierwachen Schwamendingen, Unterstrass, Affoltern sowie die Regionalwache Oerlikon. Detektivwache Oerlikon. Die Quartierwache Seebach wurde 2009 geschlossen. Seither wird das Quartier Seebach von Quartierpolizisten bedient, die auf der Regionalwache Oerlikon stationiert sind.

#### Kommissariat Wiedikon
Das Kommissariat Wiedikon ist für den Südwesten der Stadt zuständig. Dazu gehören die Quartierwachen Altstetten und Grünau, die Regional- und Detektivposten Wiedikon und das Diensthundezentrum Gänziloo.

#### Kommissariat Industrie
Das Kommissariat Industrie ist für die westliche Innenstadt sowie den Nordwesten der Stadt zuständig. Dazu gehört die Quartierwache Höngg sowie die Regionalwachen Aussersihl und Industriequartier und der Detektivposten Aussersihl.

### Kriminalabteilung
Die vier Kommissariate und das Kompetenzzentrum Digitale Ermittlungsdienste der Kriminalabteilung sind für die kriminalpolizeiliche Spezialversorgung und in enger Zusammenarbeit mit der Sicherheitsabteilung für die kriminalpolizeiliche Grundversorgung in der ganzen Stadt Zürich zuständig. Zu den Hauptaufgaben gehören die Ermittlungstätigkeit nach Massgabe der Strafprozessordnung, des Polizeigesetzes und des Polizeiorganisationsgesetzes sowie der Einsatz von zivilen Fahndungskräften im Rahmen deliktspezifischer oder lagebedingter Polizeiaktionen.

#### Kriminaldienst
Der Ermittlungsdienst ist für die kriminalpolizeiliche Grundversorgung in der Stadt Zürich zuständig. Das Kommissariat umfasst vier Detektivposten, die Kriminalleitstelle (KLS) an der Förrlibuckstrasse 120. Die Detektivinnen und Detektive nehmen Strafanzeigen entgegen und rücken bei kriminalpolizeilich relevanten Ereignissen aus. Zudem wird durch das Kommissariat der kriminalpolizeiliche Dauerdienst sichergestellt. Tagsüber durch die vier Detektivposten City, Aussersihl, Wiedikon und Oerlikon sowie nachts und am Wochenende durch die Kriminalleitstelle an der Förrlibuckstrasse 120 in 8005 Zürich.

#### Kommissariat Ermittlungen 1
Die Angehörigen dieses Kommissariats führen schwergewichtig Ermittlungen bei Straftaten, bei denen die physische, psychische oder sexuelle Integrität von Menschen verletzt wurde oder gefährdet ist. Die Fachgruppe Gewaltdelikte ermittelt bei allen Gewaltdelikten (mit Ausnahme schwerer Kapitalverbrechen) und ist auch für die Gewaltschutzmassnahmen in Fällen von häuslicher Gewalt zuständig. Die Fachgruppe Kinderschutz führt die notwendigen Ermittlungen einschliesslich anspruchsvoller Videobefragungen durch, wenn Kinder und Jugendliche im Schutzalter Opfer von Straftaten sind. Die Angehörigen des Kinderschutzes sind zudem für die Bekämpfung der Kinderpornographie zuständig. Der Jugenddienst befasst sich mit allen Straftaten, die von Minderjährigen verübt werden. Die Fachgruppe Milieu- und Sexualdelikte ist zuständig bei Sexualstraftaten (Fachdienst Sexualdelikte) und Menschenhandel (Fachdienst Menschenhandel) sowie für die Kontrolle des Rotlichtmilieus und die Erteilung der Polizeibewilligungen für die Prostitution (Fachdienst Prostitution). Die Fachgruppe Bedrohungsmanagement ist für Gewaltschutzmassnahmen bei potentiell gefährlichen Personen zuständig und die Fachstelle Opferbelange ist verantwortlich für die polizeiweite Umsetzung der Vorgaben des Opferhilfegesetzes (OHG) und der Strafprozessordnung (StPO) zum Schutz von Opfern von Straftaten.

#### Kommissariat Ermittlungen 2
Die Mitarbeitenden dieses Kommissariats führen Ermittlungsverfahren bei Vermögensdelikten (Betrug/Delikte im Zahlungsverkehr; Einbruch-, Diebstahl- und Fahrzeugdelikte) und Verstössen gegen das Ausländer- und Asylgesetz (Ausländerbelange) durch. Es werden Informationsberichte für verschiedene Amtsstellen erstellt, Einbürgerungsanträge und Akteneinsichtsgesuche bearbeitet (Infoberichte), eine Palette von Amtshilfegeschäften für diverse Behörden erledigt und Widerhandlungen gegen das Personenbeförderungsgesetz geahndet (Amtsaufträge). Des Weiteren sind die Fachstelle Waffen (Ansprechpartnerin bei allen Fragen rund um das Thema Waffen innerhalb des Korps und gegenüber Bürgern/Behörden der Stadt Zürich) und der Post- und Kopierdienst dem Kommissariat Ermittlungen 2 angegliedert.

#### Kommissariat Fahndung
Kernauftrag des Kommissariats ist die Fahndung, d. h. die gezielte Suche nach Personen, Sachen und Vorgängen von polizeilichem Interesse. Art, Umfang und Intensität der eingesetzten Fahndungsmassnahmen richten sich nach Art und Schwere des Deliktes, der Gefährlichkeit der Täter oder nach der aktuellen Kriminalitätslage. Das Kommissariat ist zusätzlich für sämtliche Observationen, die Informantenbetreuung, umfangreiche und komplexe Verfahren gegen Betäubungsmittelhandelnde sowie für die Betäubungsmittel-Asservatenstelle zuständig.

#### Kompetenzzentrum Digitale Ermittlungsdienste
Das Kompetenzzentrum Digitale Ermittlungsdienste befasst sich mit den digitalen und virtuellen Beweismitteln. Es ist in die drei Hauptbereiche Digitale Forensik und Ermittlungen, der sich mit der gerichtsverwertbaren Sicherung, Extraktion, Aufbereitung und Auswertung von digitalen Daten auseinandersetzt, Ermittlungs- und Observationstechnik, der die Frontabteilungen und Ermittlungsdienste mittels Einsatz von technischen Hilfsmitteln unterstützt, sowie die Operative Kriminalanalyse, die Dienstleistungen im Bereich der Analyse von Daten zuhanden der Ermittelnden und Strafuntersuchungsbehörden zur Verfügung stellt, unterteilt.

### Spezialabteilung
In der Spezialabteilung sind vier sicherheitspolizeiliche Spezialeinheiten und das Büro für Veranstaltungen zusammengefasst.

#### Kommissariat Verkehrspolizei
Das Kommissariat Verkehrspolizei sorgt für Sicherheit und Ordnung im Strassenverkehr und trägt die Fachverantwortung für die verkehrspolizeilichen Aufgaben der Stadtpolizei Zürich. Sie instruiert die uniformierte Polizei zu ihren verkehrspolizeilichen Aufgaben und verfügt im Kommissariat über Spezialisten im uniformierten und zivilen Dienst zu verschiedenen Themen wie Fahrzeugtechnik, Gütertransport, berufsmässiger Personentransport und andere. Die Verkehrspolizei begleitet alle grösseren Veranstaltungen und Demonstrationen in der Stadt bei der Planung und ggf. bei der Durchführung. Zudem betreibt die Verkehrspolizei einen eigenen Signalisations- und Abschleppdienst.

#### Kommissariat Wasserschutzpolizei
Das Kommissariat Wasserschutzpolizei sorgt von der Wache Wasserschutzpolizei aus rund um die Uhr für die polizeiliche Grund- und Spezialversorgung auf dem Wasser, am Ufer und in den Hafenanlagen. Zudem wird die Seerettung auf dem Gebiet der Stadt Zürich sichergestellt, Verstösse gegen das Umwelt-, das Abfall- und das Gewässerschutzgesetz geahndet, die Schiffsstandplätze bewirtschaftet und die Hafen- und Bojenanlagen unterhalten. Bei Bedarf unterstützt das Kommissariat Wasserschutzpolizei die weiteren Einsatzkräfte der Stadtpolizei.

#### Büro für Veranstaltungen
Das Büro für Veranstaltungen (BFV) ist die zuständige Stelle der Stadtverwaltung für die Bearbeitung von Veranstaltungsgesuchen und die Ausstellung der Veranstaltungsbewilligungen. Das BFV koordiniert die Gesuchsprüfung für Festanlässe, politische Veranstaltungen, Sportveranstaltungen sowie Standaktionen auf öffentlichem Grund und führt das Vernehmlassungsverfahren innerhalb der Stadtverwaltung durch. Dabei werden durch die Verwaltungsstellen Auflagen definiert, die im Zug der Veranstaltung einzuhalten sind.

#### Kommissariat Verwaltungspolizei
Das Kommissariat besteht aus der Fachstelle Verwaltungsrecht und den Fachgruppen Vollzug, Lärmschutz, Bewilligung Gastro, Bewilligung Gewerbe und Amtsaufträge.
Die Fachgruppe Vollzug mit den Fachbereichen Nachtleben, Gastro und Gewerbe ist für den Vollzug sämtlicher Gesetzgebungen im Bereich Gastgewerbe und öffentlicher Grund sowie diverser Nebenstrafgesetze zuständig. Die Detektive sind regelmässig zu verschiedenen Tages- und Nachtzeiten in der ganzen Stadt auf Patrouille und ahnden Widerhandlungen gegen die erwähnten Vorschriften.
Die Fachgruppe Lärmschutz ist für den Vollzug der Baulärmverordnung und, soweit es den Immissionsschutz anbelangt, der Allgemeinen Polizeiverordnung (APV) zuständig und erteilt nach eingehender Prüfung der eingegangenen Gesuche die entsprechenden Bewilligungen.
Patentgesuche zur Führung einer Gastwirtschaft, Gesuche für Boulevardcafés auf öffentlichem Grund, Patentbegehren für den Klein- und Mittelverkauf, Gesuche um Hinausschiebung bzw. Aufhebung der Schliessungsstunde und befristete Patente zur Führung zeitlich begrenzt bestehender Gastwirtschaftsbetriebe werden durch die Fachgruppe Bewilligung Gastro bearbeitet.
Gewerbliche Bewilligungen im Bereich des öffentlichen Grundes werden durch die Fachgruppe Bewilligung Gewerbe erteilt. Sie erteilt auch die Bewilligung im Bereich der Märkte (Lebensmittel-, Floh-, Waren und div. Spezialmärkte). 
Die Fachgruppe Amtsaufträge ist zuständig für den Vollzug sämtlicher verwaltungsrechtlicher Vorführungsaufträge sowie für Zustellungen von Urkunden aller Art für verschiedenste Amtsstellen von Stadt, Kanton und Bund (exkl. SVG). Daneben zeichnet sie verantwortlich für die Durchführung von Exmissionen (amtlich angeordnete und unter Zwang durchzuführende Wohnungsräumungen).

#### Kommissariat Polizeilicher Assistenzdienst
Das Kommissariat setzt sich aus dem Polizeilichen Assistenzdienst (PAD) und dem Assistenzdienst Konsulatsschutz (AKS) zusammen.
Die Mitarbeitenden des PAD versehen ihren uniformierten Dienst unbewaffnet und werden insbesondere in den Bereichen Verkehrskontrollen, Patrouillendienst und Verkehrsregelung eingesetzt.
Der AKS ist ein bewaffneter Personalkörper und ist in erster Linie für den Schutz von Konsulaten, die sich auf Stadtgebiet befinden, zuständig (Hauptaufgabe). Weiter erbringen der PAD und AKS Unterstützungsleistungen zugunsten der anderen Abteilungen der Stadtpolizei bei deren Aufgabenbewältigung (Nebenaufgaben).
Die Mitarbeitenden des Kommissariats PAD gehören wie die Polizisten zu den rund 1700 Korpsangehörigen der Stadtpolizei Zürich. Das Büro für Ausweisverluste an der Förrlibuckstrasse 61 ist eine weitere Dienstleistung des Polizeilichen Assistenzdienstes.

### Einsatzabteilung
Zur Einsatzabteilung gehören verschiedene Fachstellen, aber auch uniformierte Einsatzkräfte, die rund um die Uhr in der Stadt Zürich im Einsatz stehen.

#### Kommissariat Lagezentrum und Operationen
Im Kommissariat Lagezentrum und Operationen sind verschiedene Fachstellen für die effektive und lagebedingte Einsatzplanung vereint. Ob Crowd Management, Katastrophenmanagement, Operationszentrum oder die Fachbereiche Analyse und Entwicklung sowie Personal und Logistik – alle Bereiche erbringen Leistungen zur optimalen Einsatz-Vor- und -Nachbereitung und stehen selbstverständlich auch während Polizei(gross)einsätzen im Einsatz. Die Einsatzzentrale nimmt sämtliche Notrufe 117/112 in der Stadt Zürich entgegen und verarbeitet die daraus resultierenden Einsätze. Die Fachgruppe Gefahrenabwehr und Einsatz beschäftigt sich schwerpunktmässig mit der Lagebeurteilung der allgemeinen Sicherheitslage und hat fundierte Szenekenntnisse, insbesondere auch im Bereich von Sportveranstaltungen.

#### Sonderkommissariat
Die Angehörigen des Sonderkommissariat versehen ihren Dienst rund um die Uhr und sind uniformiert als Schwergewichts- und Reservemittel im ganzen Stadtgebiet im Einsatz. Schwerpunktgebiete sind die Innenstadt sowie die Langstrasse und nähere Umgebung. Im Sommerhalbjahr arbeiten die SOKO-Mitarbeitenden in einem speziellen Arbeitszeitmodell, das eine Erhöhung der Polizeipräsenz in der Nacht und an den Wochenenden zum Ziel hat. Hauptaufgaben sind der unfriedliche Ordnungsdienst sowie die Konzentration auf typische Delikte, die mit der 24h Gesellschaft/Partyszene zusammenhängen sowie die Bekämpfung der illegalen Drogenszene durch präventive und repressive Patrouillentätigkeit.

#### Diensthunde-Kompetenz-Zentrum
Das Diensthunde-Kompetenz-Zentrum stellt sicher, dass rund um die Uhr ein einsatzfähiger Diensthund zur Unterstützung der Einsatzkräfte der Stadtpolizei Zürich zur Verfügung steht. Des Weiteren betreibt das Diensthunde-Kompetenz-Zentrum die Fachstelle Tierschutzdelikte und ist für den Vollzug der städtischen Hundekontrolle zuständig.
Das Diensthunde-Kompetenz-Zentrum zählt schweizweit zu den führenden Diensthundezentren für den Polizeihundeeinsatz im urbanen Umfeld. Die Aus- und Weiterbildung der Diensthunde sowie der Diensthundeführer erfolgt durch Profiinstruktoren des DKZ.

#### Kommissariat Intervention
Die Mitglieder der Interventionseinheit «Skorpion» sind 24 Stunden täglich bereit sowie speziell ausgebildet und ausgerüstet für die Bewältigung von Sonderlagen. Zudem versehen sie ihren Dienst auch zivil als Personenschützer und unterstützen die weiteren Uniformkräfte sowie die Kriminalpolizei bei deren Aufgaben. Während Sportveranstaltungen oder Demonstrationen, bei denen mit einem hohen Gewaltpotenzial zu rechnen ist, leisten die Angehörigen der Interventionseinheit den unfriedlichen Ordnungsdienst in einer speziellen Beweissicherungs- und Festnahmeeinheit.

#### Kommissariat Instruktion
Die Angehörigen des Kommissariats Instruktion sind für die Grundausbildung sowie die Weiterbildung der Korpsangehörigen in polizeitaktischen Bereichen zuständig und sorgen dafür, dass die Zürcher Polizisten stets den Anforderungen des modernen Polizeialltags gerecht werden können. Die Profiinstruktoren waren vorgängig bereits als Grenadiere in der Interventionseinheit «Skorpion» tätig und werden neben ihrer Funktion als Instruktoren ebenfalls als Einsatzleiter bei der Interventionseinheit eingesetzt.

### Weitere Abteilungen
Die Stadtpolizei Zürich verfügt über diverse weitere Abteilungen, wie etwa die Verwaltungsabteilung, die Verkehrskontrollabteilung, die Stabsabteilung, das HR oder Logistik und Informatik.

## Dienstgrade
Die Stadtpolizei verwendet wie die meisten Schweizer Polizeien militärische Dienstgrade. Bei der Uniformpolizei sind diese an den Schulterschlaufen ablesbar, anhand eines Systems aus Winkeln, Querbalken und Sternen. Die Rangabzeichen unterscheiden sich von jenen der Schweizer Armee, aber auch von der Kantonspolizei Zürich und anderen Schweizer Polizeikorps: 
- Aspirant (in Ausbildung)
- Polizist
- Gefreiter
- Korporal
- Wachtmeister
- Wachtmeister mit besonderen Aufgaben
- Feldweibel
- Feldweibel mit besonderen Aufgaben
- Adjutant
- Adjutant mit besonderen Aufgaben

Offiziersgrade (entspricht in Deutschland etwa dem gehobenen Polizeivollzugsdienst):
- Leutnant
- Oberleutnant
- Hauptmann

leiten die Kommissariate (Inspektionen) oder kleinere Hauptabteilungen.
- Major
- Oberstleutnant
- Oberst

leiten die Hauptabteilungen.

### Ehemalige Bezeichnungen
- Polizeimann
- Polizeigefreiter
- Polizeikorporal
- Polizeiwachtmeister
- Polizeikommissär
- Adjunkt des Polizeiinspektors
- Polizeiinspektor[7]

## Kommandanten
(ehemals Polizeiinspektoren):
- 1919–1928 Otto Heusser
- 1928–1958 Albert Wiesendanger
- 1959–1985 Rolf Bertschi
- 1985–1992 Peter Hofacher
- 1993–1996 Heinz Steffen
- 1997–2013 Philipp Hotzenköcherle
- 2013–2022 Daniel Blumer
- 2022–0000 Beat Oppliger